# Lunga attesa
| Recensione      | Giudizio |
| --------------- | -------- |
| Rockol          | [ 5 ]    |
| OndaRock        | [ 6 ]    |
| Music Addiction | [ 7 ]    |
| MelodicaMente   | [ 8 ]    |

Lunga attesa è il decimo album in studio del gruppo musicale italiano Marlene Kuntz, pubblicato il 29 gennaio 2016 dalla Sony Music.
La pubblicazione è stata anticipata dall'uscita del singolo Fecondità in programmazione sulle radio e disponibile per il download digitale dal 15 gennaio 2016.
Secondo Music Addiction, il sound inseguito dalla band segna un ritorno alle atmosfere noise rock degli esordi.

## Tracce
Testi di Cristiano Godano, musiche di Marlene Kuntz.
1. Narrazione – 3:31
2. La noia – 4:26
3. Niente di nuovo – 6:58
4. Lunga attesa – 6:15
5. Un po' di requie – 3:14
6. Il sole è la libertà – 3:38
7. Leda – 5:16
8. La città dormitorio – 5:20
9. Sulla strada dei ricordi – 7:10
10. Un attimo divino – 5:14
11. Fecondità – 4:17
12. Formidabile – 4:51

## Formazione

### Gruppo
- Cristiano Godano – voce, chitarra
- Riccardo Tesio – chitarra
- Luca "Lagash" Saporiti – basso
- Luca Bergia – batteria, percussioni, cori

### Produzione
- Riccardo Parravicini – registrazioni, missaggio
- Riccardo Tesio – supervisione al suono
- Giovanni Versari – mastering

## Classifiche
| Classifica (2016) | Posizione massima |
| ----------------- | ----------------- |
| Italia            | 12                |